# هارولد إس. سوير
هارولد إس. سوير (بالإنجليزية: Harold S. Sawyer)‏ هو محامي وسياسي أمريكي، ولد في 21 مارس 1920 في الولايات المتحدة، وتوفي في 3 أبريل 2003 في نفس البلد. حزبياً، نشط في الحزب الجمهوري. وقد انتخب عضو مجلس النواب الأمريكي.